# 8408 Strom
8408 Strom è un asteroide della fascia principale. Scoperto nel 1995, presenta un'orbita caratterizzata da un semiasse maggiore pari a 3,0471370 UA e da un'eccentricità di 0,0965799, inclinata di 0,32571° rispetto all'eclittica.